# Sengscheid
Sengscheid ist ein Ortsteil von St. Ingbert, Saarland.

## Geographie
Sengscheid liegt im Südwesten St. Ingberts unmittelbar an der A 6 und der Landstraße 126 im Grumbachtal. Wasserwirtschaftlich versorgt wird der Ortsteil unter anderem durch die Steigelquelle.

## Geschichte
Sengscheid wurde 1197 als Singescheit erstmals urkundlich erwähnt als Allod des Klosters Wadgassen. Am 1. Juli 1936 kam Sengscheid von Ensheim nach St. Ingbert.

## Stiefel
Sengscheid ist der nächstgelegene Stadtteil St. Ingberts zum Großen Stiefel, dem Hausberg St Ingberts. Am Ortsrand befindet sich ein Parkplatz für Wanderer, die den Berg mit dem bekannten Stiefelfelsen und der Pfälzerwaldhütte besuchen wollen.